# Лећи на руду
„Лећи на руду” је југословенски ТВ филм из 1969. године. Режирао га је Небојша Комадина а сценарио је написала Мирјана Стефановић.

## Улоге
| Глумац                 | Улога |
| ---------------------- | ----- |
| Иван Бекјарев          |       |
| Милан Лане Гутовић     |       |
| Олга Ивановић          |       |
| Јелисавета Сека Саблић |       |
| Ратко Сарић            |       |
| Надежда Вукићевић      |       |